# Жак д'Етамп
Жак д'Етамп (фр. Jacques d'Étampes; 1590 — 20 травня 1668) — дипломат, військовий діяч Французького королівства, 1-й маркіз д'Етамп, маршал.

## Життєпис
Походив з французького шляхетського роду д'Етамп, старшої гілки. Старший син Клода д'Етампа, барона де ла Ферте-Імбо, та Жанни (доньки Гійома д'Отмера, маршала Франції). Народився 1590 року в Мон-Сен-Сюльпіс. 1591 року втратив батька. Виховувався матір'ю.
1610 року одружився з представницею впливового роду Шуазель-Праслен. Стає лейтенантом роти у 200 жандармів герцога Гастона Орлеанського, з яким міцно потоваришував. Невдовзі отримує чин полковника кінноти. Того ж 1610 року брав участь в облозі Жульєра. 1617 року брав участь у бойових діях проти заколотників, відзначився в облогах Суассона, Шато-Порсьєна, Ретеля та Сент-Мену.
1620 року призначено другим лейтенантом роти жандармів Гастона Орлеанського. Того ж року під орудою Франсуа де Бассомп'єра відзначився у битві біля Пон-де-Се проти гугенотів. Після цього брав участь у поході короля Людовика XIII до Беарну, де було придушено опір гугенотів. Протягом 1621 року звитяжив при облогах гугенотських фортець Сен-Жан-д'Анжелі, Нерак, Тоннейна, Руан, Монтобан. 1622 року призначається табірним маршалом, після чого брав участь у відбитті вторгнення імперського війська до Шампані. Потім брав участь у Вальтелінській війні (сучасна Швейцарія), що завершилася 1626 року. Того ж року стає генерал-лейтенантом жандармів Гастона Орлеанського, його радником й камергером, а також губернатором м. Орлеан і герцогства Орлеанського.
У 1627—1628 роках брав участь в облозі Ла-Рошелі, де отаборилися повсталі гугеноти. У 1629 році під орудою герцога Карла I де Гіза брав участь у захопленні фортеці Пріва — головної бази гугенотів в Лангедоці. В тому ж році відзначився у війні за мантуанську спадщину, насамперед у битві біля Вейлані та знятті іспанської облоги з Казалю.
У 1635—1636 роках відзначився у битвах в Іспанських Нідерландах та Пікардії. У 1638 році очолив кавалерійський полк, з яким відзначився у битві при Музоні, а 1639 року — біля Івоя.
1641 року призначено посланцем Франції до Англії. Тут зумів налагодити гарні стосунки з королем Карлом I Стюартом. Завадив найму 14 тис. ірландців урядом Іспанії. Водночас забезпечив найом 6 тис. шотландців на французьку службу. 1643 року призначено генерал-полковником королівської шотландської гвардії.
1644 року стає генерал-лейтенантом Орлеане, Дюнуа та Вандому. Потім призначений державним радником. У 1645 року у званні першого табірного маршалу відправлено до французького війська, що діяло у Фландрії. Відзначився під час захоплення фортеці Мардик, за що підвищений до генерал-лейтенант королівського війська. У 1646 року брав участь у захопленні Куртре, Другій битві біля Мардику, в захопленні Дюнкерку. Згодом відзначився біля Куртре проти іспанців.
1648 року брав участь у битві біля Лансу, а 1649 року — в битві на Шельді. Потім переведено до війську в Нормандії. 1649 року опинився на боці кардинала Мазаріні проти Фронди.
1651 року за підтримки герцога Гастона Орлеанського отримав звання маршала Франції. В тому ж році маркізом де ла Ферте-Імбо. 1654 року спільно з Генріхом де Тюренном керував обороною Аррасу від іспанського війська. Потім разом з Тюренном переміг іспанську армію на чолі з Хуаном Хосе Австрійським та Людовиком де Конде в битві під Валансьєном.
1661 року стає кавалером Ордену Святого Духа. Помер 1668 року.

## Родина
Дружина — Катерина-Бланш, донька маркіза Шарля де Шуазель-Праслена, губернатора Шампані та маршала Франції.
Дітей не було.